# Голям чернодробен метил
Голям чернодробен метил (Fasciola hepatica) е вид паразитен плосък червей от клас Смукалници (Trematoda). Достига дължина от 3 до 5 cm и е широк 8 – 12 mm. Има листовидна форма с конусовидно издуване на предната част на тялото. В областта на това издуване са разположени устната прикрепителна вендуза и устният отвор. Назад по коремната страна се намира и втората прикрепителна вендуза. Тялото на метила е покрито с плътна обвивка (кутикула), в предната част на която има шипчета, позволяващи движение на паразита само в една посока. Метилът обитава жлъчните пътища в черния дроб у тревопасните животни и човека.
Той причинява заболяването фасциолоза. Паразитът се храни с кръв, жлъчен сок и с чернодробна тъкан и предизвиква тежки увреждания.
Големият чернодробен метил е хермафродит – в него е представена както мъжката, така и женската полова система. Оплодените яйца посредством отвора на матката попадат в жлъчния сок, а оттам в червата и с изпражненията се отделят извън тялото. За развитието им са необходими водна среда, подходяща температура (10 – 38 °C), достъп до кислород и междинен гостоприемник. Такъв междинен гостоприемник е водният охлюв, в който ларвите на метила преминават сложен цикъл на развитие.
Малък процент от яйцата могат да се развият в инвазио-способни личинки и да достигнат до постоянния гостоприемник. В тези случаи от яйцата във водната среда се излюпва ларва, покрита с реснички, с които тя може да се придвижва. Ларвата има и очни петна. Тя пробива тялото на охлювчето и се загнездва в черния му дроб. Тук тя загубва ресничките и очните си петна и се превръща в торбовидно мехче, наречено спороциста. Спороцистите се развиват до устойчиви цисти, наречени адолескарии.
Заразяването с метил на тревопасните животни и човека става при поглъщане на адолескарии.
В стомаха на гостоприемника адолескарият се освобождава от обвивката си и по кръвен или лимфен път достига до жлъчните пътища на черния дроб, където се развива в полово зряла форма. У човека е наблюдаван и друг път на заразяването: при ядене на полусуров черен дроб, опаразитен с метили. Последните се прикрепват за глътката, гръкляна, хранопровода и предизвикват тежък спазъм и задушаване, понякога със смъртен изход.
Лечението се провежда с противометилни препарати под ръководството на лекар специалист. Лечението на заболялите животни се провежда също под контрол на ветеринарен лекар.
Профилактиката се състои в оздравяване на водни източници и строг ветеринарен контрол върху продукти от животински произход от епидемични райони.